# Chi¹ Orionis

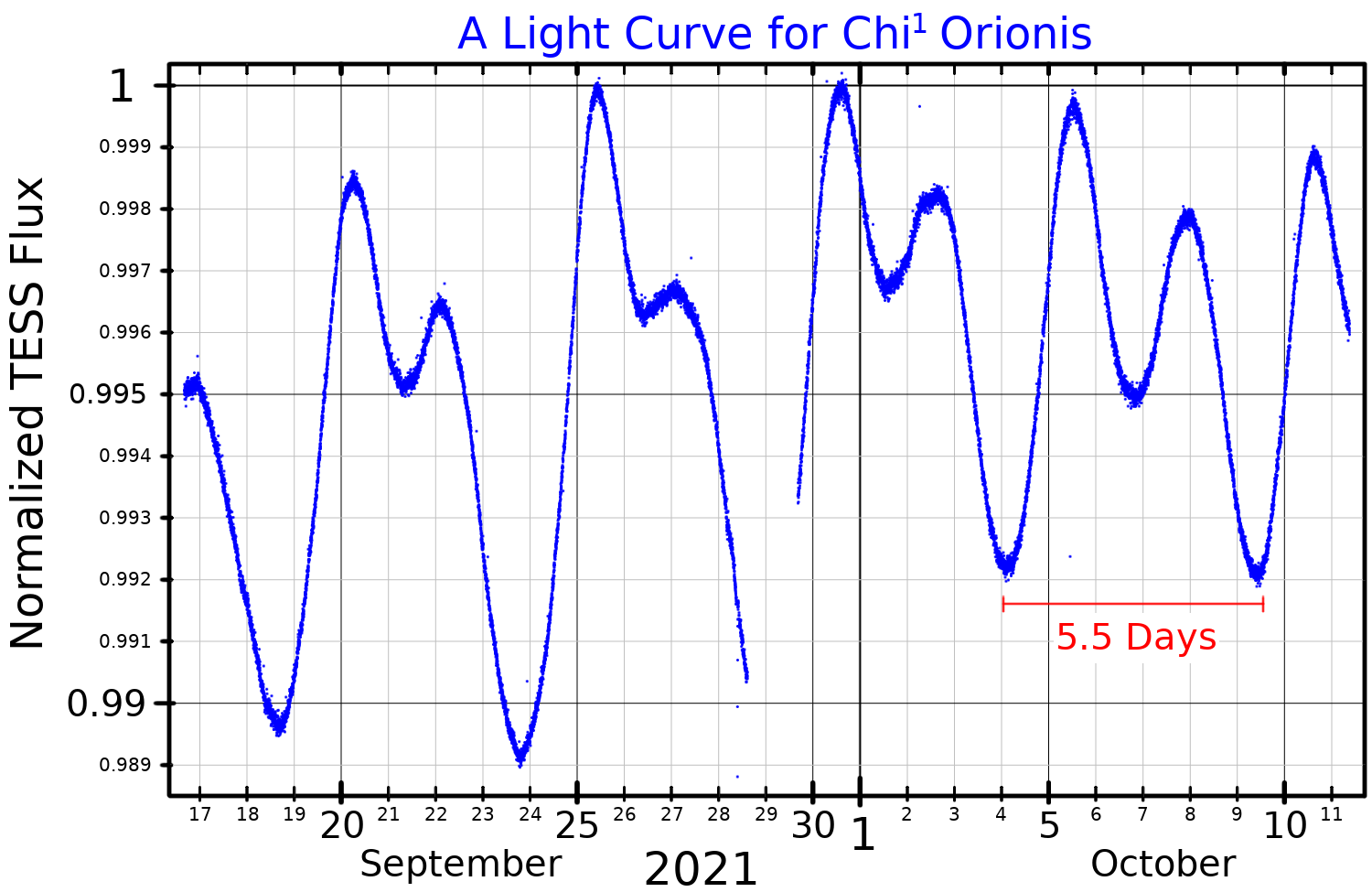
Lichtkromme van Chi¹ Orionis

Chi¹ Orionis is een tweevoudige ster met een spectraalklasse van G0.V en M6. De omlooptijd is 14,1 jaar. De gemiddelde afstand van de twee componenten is 6,1 AE. De ster bevindt zich 28,3 lichtjaar van de zon. De hoofdcomponent is een veranderlijke ster van het type RS CVn.